# Castanheira de Pera
Pour les articles homonymes, voir Castanheira.
Pour la freguesia, voir Castanheira de Pera (freguesia).
Castanheira de Pera est une municipalité (en portugais : concelho ou município) du Portugal, située dans le district de Leiria et la sous région de la région de leiria région Centre.

## Géographie
Castanheira de Pera est limitrophe :
- au nord-est, de Góis,
- au sud-est, de Pedrógão Grande,
- à l'ouest, de Figueiró dos Vinhos,
- au nord-ouest, de Lousã.

## Démographie
La municipalité a été créée en 1914. Son territoire appartenait auparavant à Pedrógão Grande.
| 1920  | 1930  | 1960  | 1981  | 1991  | 2001  | 2011  |
| ----- | ----- | ----- | ----- | ----- | ----- | ----- |
| 5 839 | 6 116 | 5 739 | 5 137 | 4 442 | 3 733 | 3 191 |

## Subdivisions
La municipalité de Castanheira de Pera groupe 2 freguesias :
- Castanheira de Pera
- Coentral

## Jumelages
- Leimen (Allemagne)[2]